# 井倉駅
井倉駅（いくらえき）は、岡山県新見市井倉にある、西日本旅客鉄道（JR西日本）伯備線の駅である。駅番号はJR-V16。

## 歴史
- 1928年（昭和3年）10月25日：鉄道省伯備線備中川面駅 - 足立駅間開通（伯備線全通）時に開設[1]。但し備中川面駅 - 当駅 - 上石見駅間列車運行は同年11月25日から。
- 1982年（昭和57年）7月1日：特急「やくも」の停車駅となり、1日1往復のみ停車するようになる。
- 1984年（昭和59年）2月1日：荷物扱い廃止[1]。
- 1986年（昭和61年）
  - 3月：現駅舎竣工。
  - 11月1日：貨物取扱廃止[1]、無人駅化[3]。
- 1987年（昭和62年）4月1日：国鉄分割民営化に伴い、JR西日本の駅となる[1]。
- 2006年（平成18年）3月18日：ダイヤ改正に伴い、特急「やくも」の停車取止め[注釈 1]。
- 2021年（令和3年）3月13日：ICカード「ICOCA」の利用が可能となる[5]。
- 2022年（令和4年） 
  - 3月31日：この日限りできっぷうりば営業終了[2]。
  - 4月1日：簡易委託解除、終日無人駅化[2]。

## 駅構造
単式ホーム1面1線と島式ホーム1面2線、合計2面3線を有する地上駅。新見方複線・倉敷方単線の交換可能駅でもある。蛇行を繰返す高梁川に侵食された井倉峡の底に駅があり、駅自体もカーブしている。駅舎からホームへは、地下道経由で階段を登る。
駅舎は新見市観光協会観光案内所となっており、2022年3月31日までは簡易委託による出札業務が行われていたが、現在は新見駅が管理する無人駅扱いである。また、JR西日本が設置していた駅スタンプが簡易委託終了で撤去されたため、香川県在住の鉄道写真家が制作したものが寄贈された。
自動券売機・自動改札機は設置されていないが、ICOCAが利用可能である。

### のりば
| のりば | 路線   | 方向 | 行先           |
| ------ | ------ | ---- | -------------- |
| 1・2   | 伯備線 | 上り | 倉敷・岡山方面 |
| 3      | 伯備線 | 下り | 新見・米子方面 |

付記事項
- 上り本線は1番のりば、下り本線は3番のりば。上下共用の待避線（中線）である2番のりばは上り列車の一部が特急の通過待ちで使用するほか、臨時列車・貨物列車等も停車する。下り列車の発着も可能であるが、2007年（平成19年）8月現在での定期旅客列車では2番のりば発着の停車列車はない。
- 元々は駅舎寄り下りホームを1番のりばとして順に付番していたが、2019年3月16日ダイヤ改正に合わせて上りホーム側を1番のりばとして付番する形に変更された[7]。

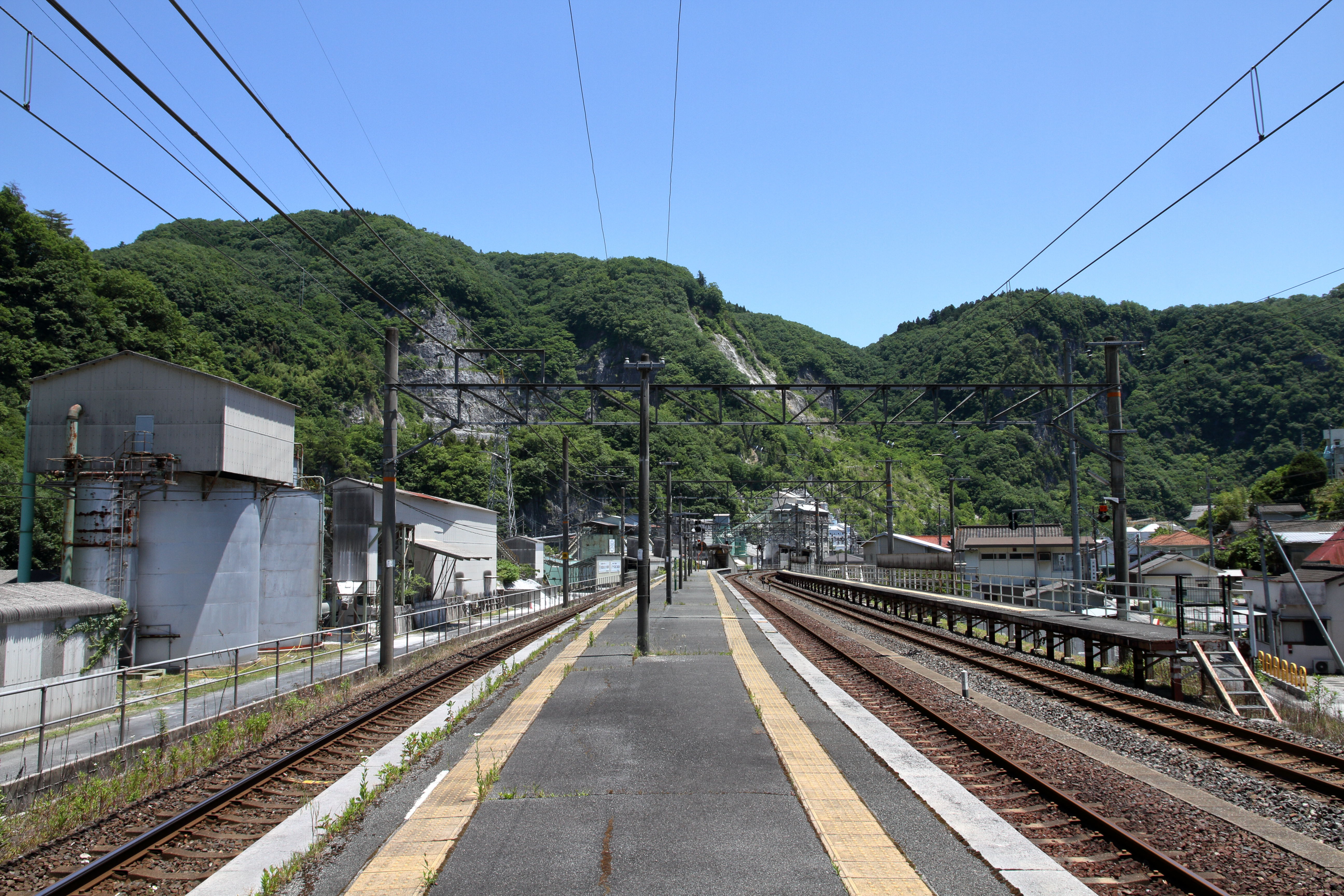
ホーム（2024年6月）

## 利用状況
近年の1日平均乗車人員の推移は以下の通り。
| 乗車人員推移 | 乗車人員推移 |
| 年度         | 1日平均人数  |
| ------------ | ------------ |
| 1999         | 133          |
| 2000         | 132          |
| 2001         | 145          |
| 2002         | 131          |
| 2003         | 116          |
| 2004         | 113          |
| 2005         | 109          |
| 2006         | 107          |
| 2007         | 100          |
| 2008         | 95           |
| 2009         | 83           |
| 2010         | 73           |
| 2011         | 74           |
| 2012         | 65           |
| 2013         | 61           |
| 2014         | 53           |
| 2015         | 45           |
| 2016         | 44           |
| 2017         | 34           |
| 2018         | 30           |
| 2019         | 33           |
| 2020         | 28           |
| 2021         | 29           |

## 駅周辺
川沿いの集落がある。
- 井倉洞
- 羅生門（当駅からバスで約20分）
- 新見市井倉市民センター
- 井倉郵便局：チャージ機にて交通系ICカードのチャージが可能[9][10]
- 国道180号
- 岡山県道198号井倉停車場線

## 隣の駅
西日本旅客鉄道（JR西日本）
 伯備線
方谷駅 (JR-V15) - （広石信号場） - 井倉駅 (JR-V16) - 石蟹駅 (JR-V17)